# Пласа, Стивен
Стивен Рикардо Пласа Кастильо (исп. Stiven Ricardo Plaza Castillo; род. 11 марта 1999 года в Элой Альфаро, Эквадор) — эквадорский футболист, нападающий клуба «Масатлан». Выступал за сборную Эквадора.

## Клубная карьера
Пласа начал карьеру в клубе «Индепендьенте дель Валье». 12 июня 2018 года в матче против «Универсидад Католика» он дебютировал в эквадорской Примере. 12 августа в поединке против «Эмелек» Стивен забил свой первый гол за «Индепендьенте дель Валье». В начале 2019 года Пласа перешёл в испанский «Реал Вальядолид».

## Международная карьера
12 октября 2018 года в товарищеском матче против сборной Катара Пласа дебютировал за сборную Эквадора. В 2019 году в составе молодёжной сборной Эквадора Пласа принял участие в молодёжном чемпионате мира в Польше. На турнире он сыграл в матчах против команд Италии и Японии.